# Sunnyside (Kalifornia)
Sunnyside – jednostka osadnicza w Stanach Zjednoczonych, w stanie Kalifornia, w hrabstwie Fresno.